# Crise politique française de 2024-2025
La crise politique française de 2024-2025 est une période politique inédite sous la Cinquième République qui survient sur fond de crise sociale et de forte inflation. Après la victoire du Rassemblement national aux élections européennes, la crise politique débute par la dissolution de l'Assemblée nationale décidée par Emmanuel Macron en juin, aussitôt suivie par des élections législatives anticipées. Celles-ci ont pour résultat un parlement minoritaire, soit une situation où aucun des courants politiques n'a la majorité absolue. À la suite de la démission du gouvernement Attal, une période de deux mois sans gouvernement a lieu, chose inédite depuis 1832. Début septembre, le président de la République nomme Michel Barnier Premier ministre. Celui-ci forme un gouvernement minoritaire, le gouvernement Barnier, soutenu par l'ancienne majorité macroniste et Les Républicains, qui chute au bout de trois mois après avoir engagé sa responsabilité sur le projet de loi de financement de la Sécurité sociale.

## Contexte

### Présidence d'Emmanuel Macron
Cette crise se produit après de fortes tensions sociales en 2023 et en 2024, sur les problèmes aigus vécus par les agriculteurs, confrontés selon eux à une surtransposition de directives européennes et au traité du Mercosur mais aussi sur les retraites, leur revalorisation en fonction de l’inflation et l’âge légal donnant le droit de partir, qui a été relevé l’année précédente de 62 à 64 ans.

### Réforme des retraites et important mouvement social

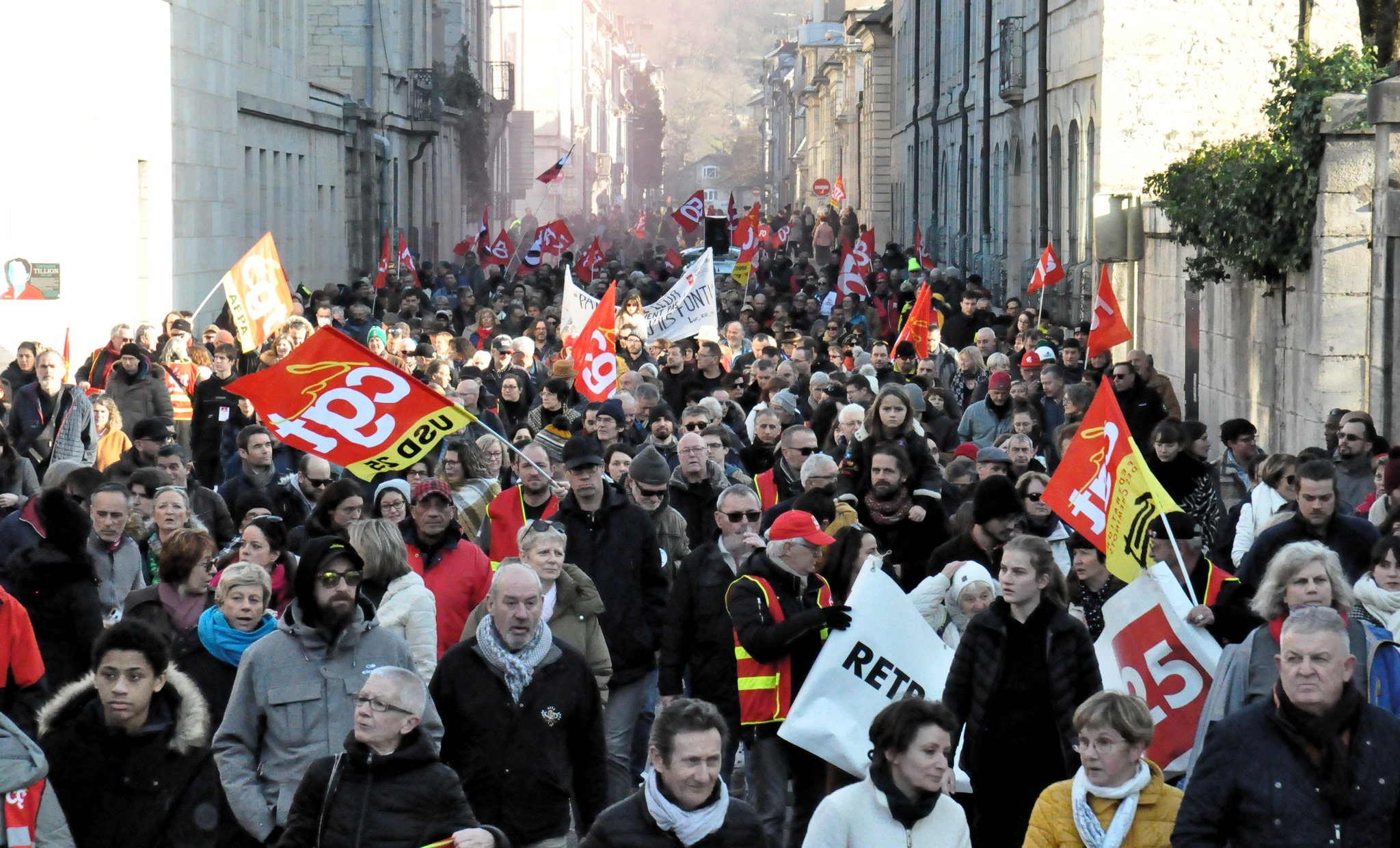
Mouvement social contre la réforme des retraites en France de 2023. Manifestation à Besançon, le 11 février 2023.

Le plus notable est le mouvement social contre la réforme des retraites en 2023, un des plus importants mouvements sociaux de l'Histoire de la Ve République, avec une douzaine de journées de grèves et de manifestations s'opposant, de janvier à juin 2023, à la réforme des retraites d'Élisabeth Borne. Ces grèves et manifestations ont réuni de 1,28 à 3,5 millions de personnes, selon les journées, dans 200 villes.
Elle a été adoptée sans vote de l'Assemblée nationale grâce au recours à plusieurs articles de la Constitution, dont le 49.3, contesté par un recours sans succès auprès du Conseil constitutionnel. En mars 2023, une première motion de censure échoue de seulement neuf voix, un tiers des députés LR ayant désobéi à leur parti qui leur avait demandé de ne pas la voter et envisage des sanctions contre eux avant d'y renoncer finalement.
Malgré le remplacement début 2024 d'Élisabeth Borne, sa réforme des retraites reste un sujet de discorde profonde, le Rassemblement national annonçant qu'il votera la proposition d'abrogation présentée par la gauche le 5 décembre 2024, jour de niche parlementaire d'un de ses partis, lui donnant l'ordre du jour, ce qui s'avère impossible, les députés macronistes déposant un nombre élevé d'amendements qui empêche le vote d'avoir lieu.

## Déroulement

### Dissolution de l'Assemblée nationale
La crise éclate après l'annonce par Emmanuel Macron de la dissolution de l'Assemblée nationale, au soir des élections européennes du 9 juin 2024, qui voient une forte progression de l'extrême-droite, dont les deux listes totalisent 36,4 % des voix. La liste du Rassemblement national (RN) menée par Jordan Bardella arrive en tête avec 31,37 % des voix à lui seul, plus du double de celle de la coalition Ensemble (14,60 %) réunissant les partis soutenant Emmanuel Macron et menée par Valérie Hayer, de plus la liste du parti socialiste et de place publique menée par Raphael Glucksmann talonne la liste centriste avec 13,83 % des voix. Cette élection démontre également une forte division de la gauche parlementaire qui présente quatre listes distinctes.
Les élections anticipées sont fixées  à fin juin et début juillet, ne laissant qu'une semaine pour déposer des candidatures et deux semaines de campagne, en pleine préparation des Jeux olympiques de Paris.
Malgré ces délais très courts, les partis de gauche parviennent à s'unir en créant le Nouveau Front populaire (NFP) alors que les relations s'étaient détériorées entre les différents partis de la NUPES. Dès le 20 septembre, Sophia Chikirou, députée LFI de Paris, avait déclaré qu'il « y a du Doriot dans Roussel », provoquant l'indignation des autres partis et Roussel a déclaré le 15 novembre que le PCF était définitivement en rupture avec LFI, tandis que le PS « suspend sa contribution lors des futures réunions de l’intergroupe NUPES ».
Le surlendemain de la dissolution de l'Assemblée nationale, Éric Ciotti annonce dans un entretien au journal télévisé que les Républicains noueront une « alliance avec le Rassemblement national ». Le parti de droite historique Les Républicains éclate ainsi en deux tendances, l'une hostile à cette alliance et l'autre, menée par Éric Ciotti. Cet événement aurait été favorisé par les médias appartenant à Vincent Bolloré, lequel souhaiterait cette alliance depuis des mois et a finalisé l'organisation avec Éric Ciotti. La commission d'investiture du parti investira indépendamment de Eric Ciotti des candidats LR. Le ministère de l'intérieur autorisera l'étiquette LR pour les deux courants mais créera la nuance union de l'extrême-droite pour les candidats soutenus par le rassemblement national, chose qui sera critiquée par Eric Ciotti.
Dans le même temps Marion Maréchal tente de se joindre à l'alliance de droite ce qui échouera en raison de l'opposition de Sébastien Chenu et Jean-Philippe Tanguy. Cet échec des négociations mènera à une scission au sein de Reconquête, lequel perd quatre de ses cinq députés européens fraîchement élus dont les trois vice-présidents du parti et la fin de l'alliance avec le mouvement conservateur qui decident de soutenir l'alliance RN-LR malgré l'échec des négociations.

### Premier tour sous domination de l'alliance RN-LR

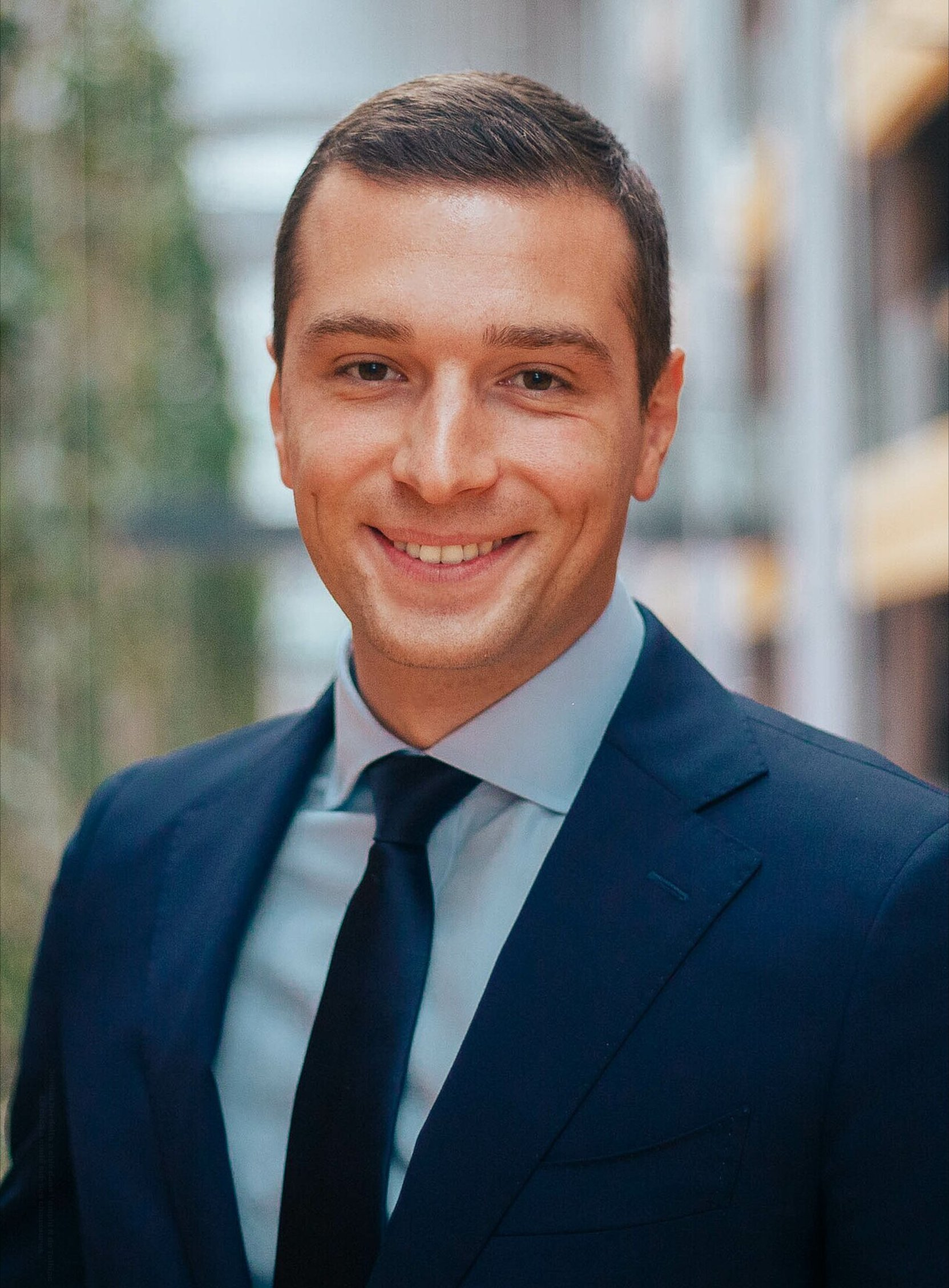
Jordan Bardella, chef de file du Rassemblement national (RN) lors des élections législatives.

La moyenne des sondages donne 36 % à 37 % des intentions de vote au RN et jusqu'à l'avant-veille du deuxième tour de scrutin prévoient tous sa victoire, avec une majorité relative puis absolue, en prévision du grand nombre de triangulaires où il peut l'emporter. Le RN annonce rapidement son intention de voir Bardella premier ministre en cas de victoire.
La presse souligne ainsi que « les stratèges de la majorité s’accordent à penser qu’Emmanuel Macron serait enclin » à confier le gouvernement à Jordan Bardella (RN), qui vient de gagner les Européennes, « même en cas de majorité relative », d'autant que l'Assemblée ne pourra être dissoute avant le 9 juin 2025. Le 18 juin, le chef de file du RN déclare qu'il va « refuser d'être nommé Premier ministre en cas de majorité relative » pour ne pas devenir le « collaborateur d’Emmanuel Macron », ce qui fait penser aux « menaces de démission » pratiquées par Charles de Gaulle, selon la constitutionnaliste Anne-Charlène Bezzina.

### Second tour
La participation surprend par une progression de vingt points, avec 32,90 millions de suffrages exprimés, déjouant le pronostic des sondages. Les 306 triangulaires constatées au soir du 1er tour marquent le nouveau record en la matière, trois fois plus que le précédent en 1997. 224 candidats arrivés troisième se sont désistés laissant 89  triangulaires et deux quadrangulaires. Un appel au Front républicain, lancé par plusieurs personnalités du NFP avant le 1er tour, fait passer le nombre de duels de 190 à 408, dont 210 avec un candidat RN (147 contre le NFP, 124 face aux macronistes et 39 contre LR). Le RN dénonce « une alliance un peu contre-nature » et le Front républicain apparait d'emblée aux analystes politiques, comme une vague de « consignes en ordre dispersé », sans accord formalisé, affaibli par le fait que « les Républicains ont refusé la moindre consigne ». Des personnalités comme François Bayrou, Bruno Le Maire, Édouard Philippe ou Jean-Pierre Raffarin, ont appelé à faire barrage au RN mais aussi à « renvoyer LFI et le RN dos à dos ». Frédéric Dabi (Ifop) avertit d'une « tendance lourde » : les électeurs « ont du mal à suivre les consignes venues des états-majors », et un sondage avant le 1er tour montre que 3 électeurs sur 4 assurent ne pas avoir l'intention de les suivre,,.
Malgré ces positions discordantes, les candidats Renaissance/Horizons arrivés troisième se désistent 78 fois sur 91. Les candidats de gauche arrivés troisième se désistent 88 fois sur 91. L'avant-veille du second tour, la prudence s'installe « face à l'ampleur des désistements », observe BFM, dont le dernier sondage table désormais sur une majorité RN très relative, de 200 à 230 sièges, faisant émerger la probabilité d'une « grande coalition contre le RN » qui « pourrait se dessiner, avec des membres d'Ensemble, du NFP ou même des Républicains (LR) ». C'est « théoriquement possible », mais  « il existe une grande marge » d'incertitude, tempère le constitutionnaliste Bertrand Mathieu. Le même jour, Bruno Jeanbart (OpinionWay) prévoit que ce front républicain ne pourrait fonctionner qu'en partie, avec un RN toujours premier, avec 175 à 205 sièges pour ce dernier.
Le Front républicain se révèle efficace deux fois sur trois. Les candidats RN et alliés gagnent 10 des 11 triangulaires où ils sont en tête, mais perdent 154 des 258 duels où ils sont arrivés premiers, dont 109 à cause d'un désistement. Le NFP déjoue les attentes avec 178 députés qui deviendront 193 en incluant les divers gauche qui siègent dans ses groupes. Également en progression, le groupe LIOT obtient 23 députés, tandis que LR (hors ciottistes) perd environ le tiers des siens, passant sous le seuil des 50 députés.
Le NFP est donc première coalition mais reste loin de la majorité, nettement plus modeste que les 245 députés en 2022, de la coalition présidentielle Ensemble pour la République, qui arrive deuxième avec 150 députés (164 avec d'autres députés siégeant dans ses groupes). Finalement, troisième, le RN et ses alliés (143 députés, 54 de plus qu'en 2022) ne perdent que 8 des 89 circonscriptions remportées lors de leur première grande vague de 2022.
L'Assemblée nationale est ainsi inhabituellement éclatée entre trois grands ensembles et deux autres groupes plus petits (LR et Liot). Ces résultats sont problématiques puisque les mœurs politiques de la cinquième république impliquent un parti ou coalition majoritaire, en dialogue avec un gouvernement de même couleur politique. Le gouvernement Gabriel Attal démissionne le 16 juillet comme le veut la coutume mais assure les affaires courantes pendant deux mois en raison de l'absence de nomination.

### Un été sans Premier ministre

#### Les éclairages des constitutionnalistes
Les quatre semaines de campagne électorale sont suivies à partir du 7 juillet par neuf autres sans nouveau gouvernement. Les constitutionnalistes soulignent d'emblée qu'aucun délai n'est imposé, les forces politiques ayant besoin de temps pour s'accorder à la situation nouvelle, comme dans les autres démocraties européennes. Dès le lendemain du vote, Jean-Philippe Derosier rappelle que ce n'est pas Emmanuel Macron qui choisira le Premier ministre, personnalité qui « s'imposera à lui ». « Si la gauche se met d’accord sur un nom », il « pourra difficilement faire la sourde oreille », même s'il n'en a « aucune obligation légale », déclare la semaine suivante le constitutionaliste Julien Boudon.

#### Échec du NFP à nommer un Premier ministre et élection du bureau de l'Assemblée nationale
Le NFP n'ayant pas désigné de potentiel Premier ministre en cas de victoire durant la campagne électorale, LFI propose rapidement le nom de Huguette Bello qui est accepté par le PCF et Les écologistes mais refusé par le PS qui propose Laurence Tubiana qui est catégoriquement refusée par LFI. Diverses personnalités sont proposées par LFI dont Mathilde Panot et Manuel Bompard mais tous sont refusés par les autres partis membres de la coalition.
Les partis du NFP décident de remettre la désignation du potentiel premier ministre à après l'élection du bureau de l'Assemblée nationale, à cette occasion André Chassaigne est désigné pour être le candidat commun du NFP pour la présidence.
L'élection du président de l'Assemblée voit Yaël Braun-Pivet être reconduite au perchoir au troisième tour de scrutin avec 13 voix d'avance sur André Chassaigne ce qui causera une polémique, 17 membres du gouvernement démissionnaires, assurant donc les affaires courantes ayant pris part au scrutin en tant que député, chose potentiellement anticonstitutionnelle mais acceptée par la jurisprudence de 1988 où cela avait déjà eu lieu.
Le bureau de l'Assemblée sera toutefois majoritairement composé de membres du NFP, avec notamment trois vice-présidents.

#### Les groupes LR proposent un pacte de non-censure le 22 juillet
Le 22 juillet, Bruno Retailleau et Laurent Wauquiez, présidents des groupes parlementaires LR proposent conjointement un pacte de non-censure adressé notamment à la coalition centriste se concentrant sur certains objectifs précis et donnant des lignes rouges dont l'absence de ministre issus de LFI et l'absence d'augmentations d'impôts.

#### Le Nouveau Front populaire propose Lucie Castets le 23 juillet

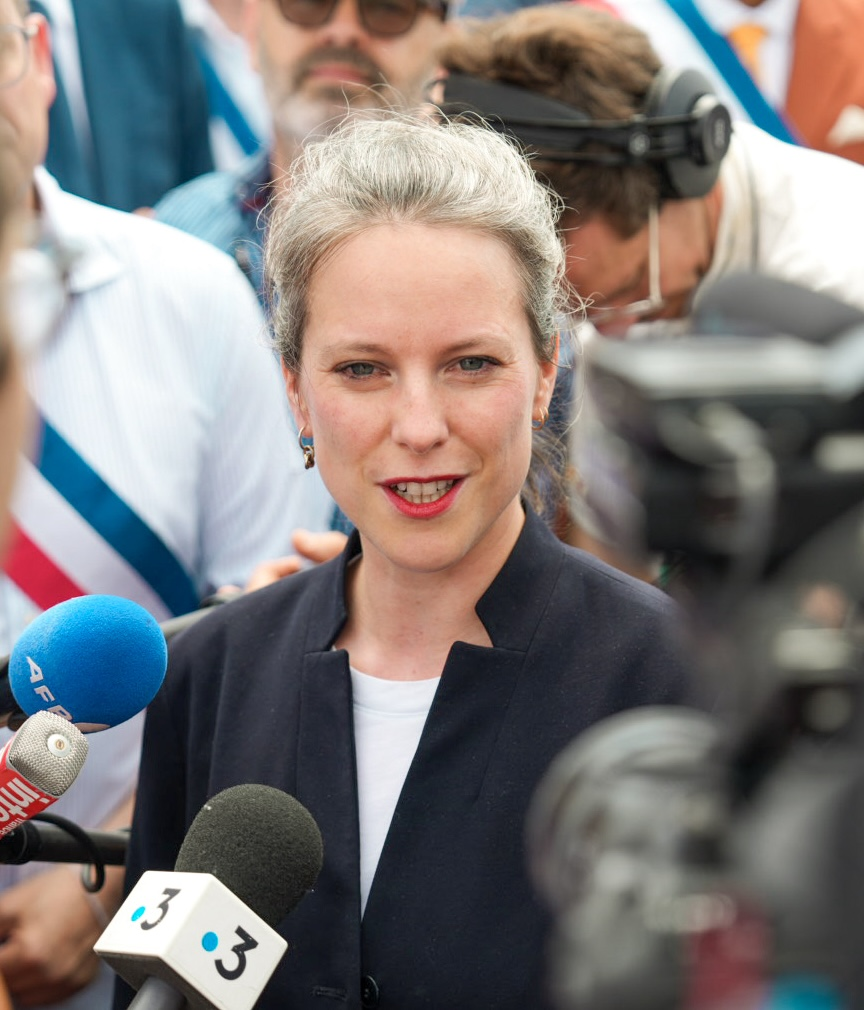
Lucie Castets, personnalité désignée par le Nouveau Front populaire (NFP) pour être Première ministre.

Après un mois de négociations infructueuses entre partis du NFP sur le choix d'un nom pour le poste de Premier ministre, le PS propose Jérôme Saddier et Lucie Castets le 22 juillet 2024. Cette dernière candidature est validée par les quatre partis du NFP le lendemain, une heure avant l'intervention prévue d'Emmanuel Macron au journal de 20 heures de France 2, lors de laquelle il écarte cette possibilité,, et repousse toute nomination d'un chef de gouvernement avant la fin des JO de Paris,.
Lucie Castets se déclare ouverte à des compromis et concessions avec les autres forces politiques, hormis le RN et ses alliés citottistes,, sans écarter des ajustements dans le projet du NFP ni exclure le recours à l'article 49 alinéa 3 de la Constitution, mais seulement sur un projet de loi « soutenu par la grande majorité des Français ». Dans une lettre du 12 août 2024 à tous les parlementaires, cosignée par les présidents des 4 groupes parlementaires du NFP, elle écrit vouloir discuter avec les autres groupes parlementaires,.

#### Emmanuel Macron refuse Lucie Castets le 26 août
La presse internationale parle fin août « d'aggravation de la crise politique ». Jean-Luc Mélenchon évoque le 23 août l’hypothèse d’un gouvernement du NFP « sans aucun ministre Insoumis » pour ne pas y faire obstacle, mais Emmanuel Macron annonce par un communiqué du 26 août qu'il ne nommera pas Lucie Castets, cinq semaines après sa désignation par le NFP. Le communiqué annonce, cette fois sans LFI et le RN, « un nouveau cycle de consultations, qui inclura des personnalités non politiques », en vue d'un gouvernement technique. Un proche du président ajoute d'autres éléments, cités par l'AFP hors du communiqué officiel, en mentionnant que le bloc central, la droite et l'extrême droite « lui ont tous signifié la même chose : un gouvernement NFP, avec ou sans ministres LFI, sera immédiatement censuré ». Jordan Bardella (RN) a en effet déclaré que le NFP « représente aujourd'hui un danger pour l'ordre public, la paix civile et évidemment pour la vie économique du pays ». Pour trouver une solution sans tarder, le RN demande une session extraordinaire immédiate de l'Assemblée et un référendum « sur des sujets de préoccupations majeures » . Emmanuel Macron est « conforté dans son refus » par les « leaders de droite et d’extrême droite » mais l'idée de « la censure immédiate » d'un gouvernement Castets est aussi évoquée par Renaud Muselier, président de la région Provence-Alpes-Côte d'Azur, ex LR devenu macroniste.
Emmanuel Macron a ainsi pour stratégie de rejeter la responsabilité du blocage sur le NFP, analyse le quotidien Les Echos. Mais par ce refus, il s'entête à vouloir garder la main malgré les menaces de blocage qui pèsent sur le pays à quelques jours de la rentrée scolaire, observe le quotidien Le Monde, en déplorant « une situation politique inédite et dangereuse ». Raphaël Glucksmann, pour qui « c'est à l'Assemblée que doit émerger un nom », dénonce aussi la volonté de Macron de censurer Lucie Castets, l'ex-président François Hollande fustigeant lui une faute institutionnelle.
Le Point et Le Figaro révèlent au même moment les efforts infructueux, durant l'été, pour former un futur gouvernement LR qui « s'inscrirait dans une forme de cohabitation » avec Macron, les noms de Valérie Pécresse et Xavier Bertrand circulant avec insistance depuis plusieurs semaines, mais Laurent Wauquiez reste « intransigeant sur la ligne d’indépendance du parti ». Certains macronistes scrutent alors une division naissante au sein du PS, et les profils de Didier Migaud et Pierre Moscovici sont cités pour diriger un gouvernement technique, solution déjà utilisée en France en 1959 selon l'historien Jean Garrigues, et ayant permis en Italie d'adopter « les réformes les plus importantes de ces dernières années », selon la constitutionnaliste Nicoletta Perlo et offrant par ailleurs un repli à gauche, faute de pouvoir prendre le pouvoir, selon le professeur de droit public Benjamin Morel.

#### Les démentis de Bernard Cazeneuve

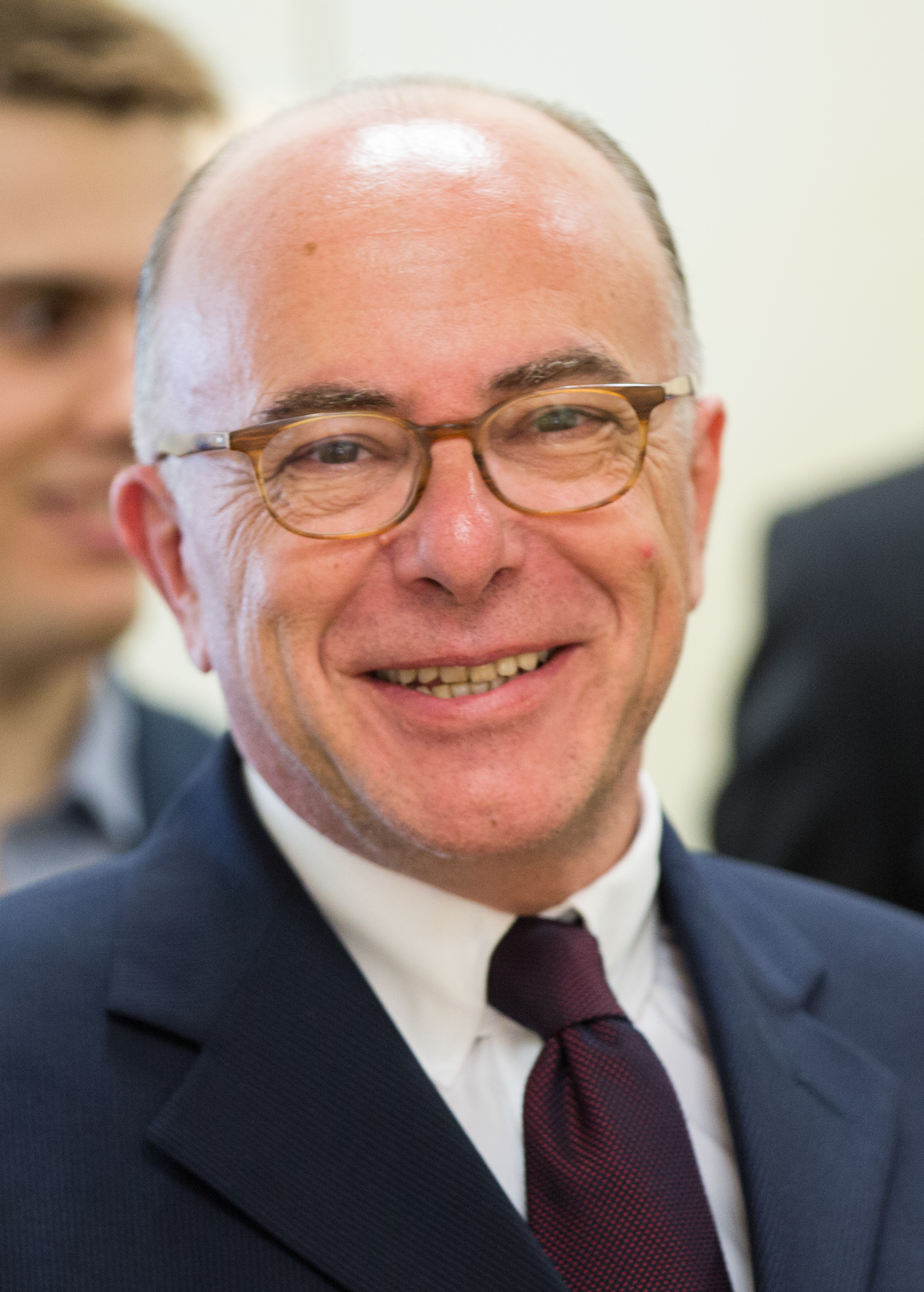
Bernard Cazeneuve, personnalité un temps pressentie à Matignon.

Le 28 août, deux jours après le communiqué d'Emmanuel Macron annonçant qu'il ne nommera pas Lucie Castets, la président de la région Occitanie Carole Delga s'entretient avec lui et déclare le lendemain qu'il a le droit de refuser Lucie Castets mais « le devoir de choisir dans le bloc de gauche », allusion aux rumeurs selon lesquelles il envisage de désigner l'ancien Premier ministre Bernard Cazeneuve. Opposante de la direction du PS, elle accuse Olivier Faure, déjà venu à l'Élysée en juillet, de ne pas y retourner. « Je suis toujours prêt à négocier, mais aujourd’hui le chef de l’État ne négocie pas », lui répond ce dernier sur RTL. Il n'est « pas certain que tous les députés socialistes accepteraient » Bernard Cazeneuve ou Karim Bouamrane, également cité, ni les 47 députés LR, tempère alors le politologue Martial Foucault dans un entretien au Figaro. Le même jour, Bernard Cazeneuve dément formellement, à plusieurs reprises, avoir échangé avec Emmanuel Macron ou avoir été approché ou contacté pour Matignon. Il déclare à France Télévisions qu'il ne souhaite pas être « un cocheur de case ».
Le 4 septembre, le bureau national du PS rejette à 53,5 % un texte porté par le maire de Rouen Nicolas Mayer-Rossignol et la maire de Vaulx-en-Velin Hélène Geoffroy demandant de ne pas censurer a priori un gouvernement dirigé par Bernard Cazeneuve dans l'hypothèse où ce dernier reprendrait le programme du NFP. Ce texte sert à « instrumentaliser Bernard Cazeneuve pour des objectifs internes » estime la direction du parti, les députés PS demandant d'attendre de savoir ce que Bernard Cazeneuve proposerait. Hélène Geoffroy précise alors que ce vote ne signifie pas pour autant que l’autre partie du bureau national du PS serait pour une censure automatique. Le lendemain, Emmanuel Macron annonce qu'il nomme Michel Barnier, décision « incohérente » alors qu'il aurait dû « chercher sérieusement un Premier ministre de centre gauche », même si « plusieurs autres groupes de gauche » dont celui de Bernard Cazeneuve « n’ont pas manifesté leur soutien ». Cette solution logique, a fait réagir, dès le 9 septembre 2024, Jean-Philippe Derosier, professeur de droit public à Lille.

### Le gouvernement Barnier

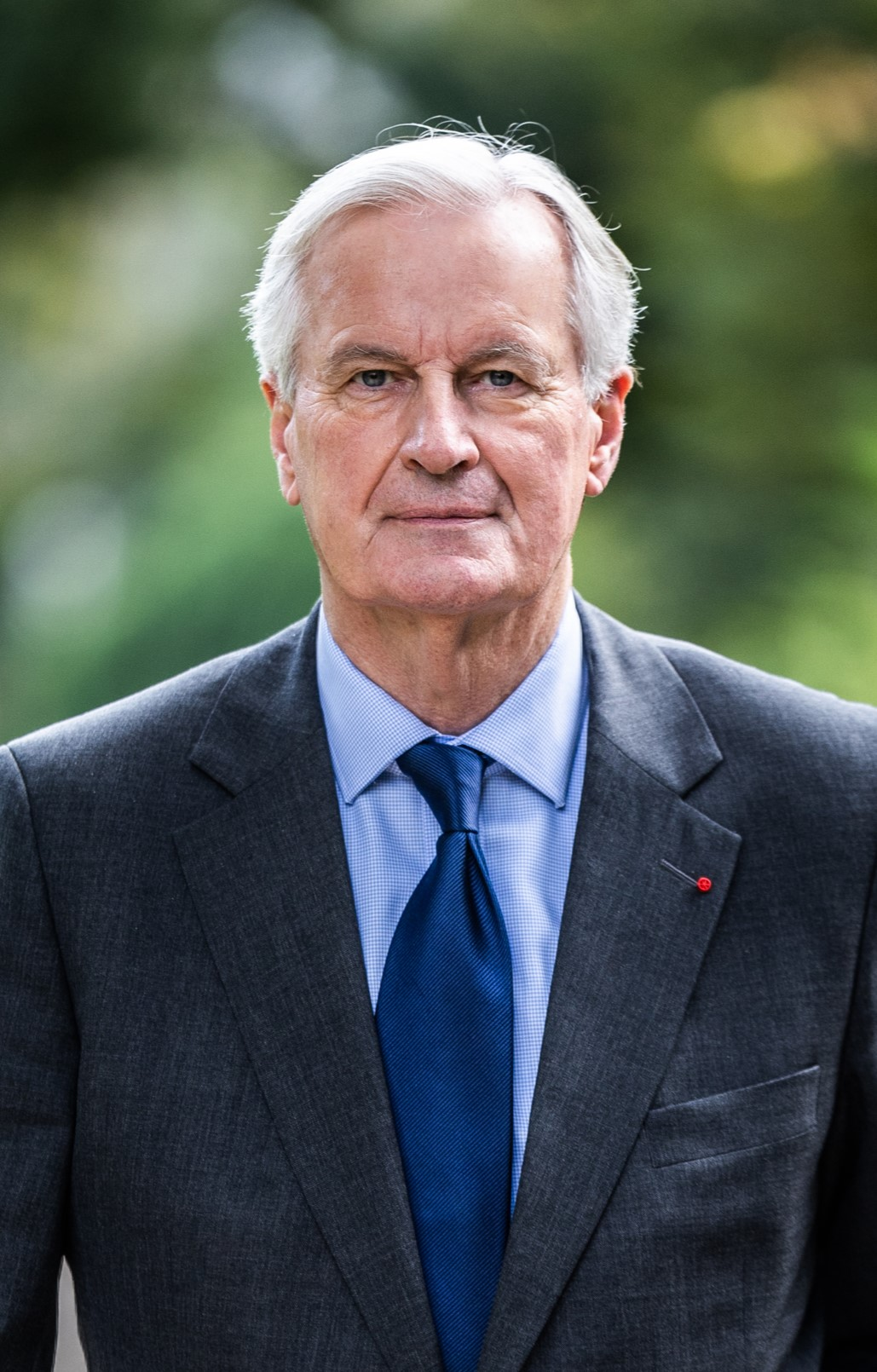
Michel Barnier en 2024.

Le 5 septembre, le président de la République, Emmanuel Macron, nomme Michel Barnier Premier ministre, espérant que l'expérience de ce dernier en tant que négociateur de l'Union européenne durant le Brexit l'aide à rassembler les différents partis autour de lui. La nouvelle coalition gouvernementale, nommée « socle commun » par les intéressés, rassemble à la fois les groupes de la majorité sortante comprenant le groupe Ensemble pour la République, (anciennement groupe Renaissance), le groupe Horizons et indépendants, le groupe Les Démocrates (MoDem) et le groupe Droite républicaine (LR). Avec 210 députés, cette alliance constitue une majorité relative à l'Assemblée nationale.
Cependant, le choix d'un Premier ministre issu des Républicains est contesté par les oppositions. Le NFP annonce le jour même qu'il déposera une motion de censure dès que possible, car il est arrivé en tête du second tour avec 192 députés, tandis que la coalition macroniste, deuxième avec 163 députés, et les Républicains, quatrième avec 47 députés, s'étaient présentés séparément devant les électeurs. Le RN avance, pour sa part, qu'il constitue le groupe (individuel) le plus important à l'Assemblée. Le 7 septembre, la France insoumise organise des manifestations dans 150 villes contre « le coup de force d'Emmanuel Macron », qui réunissent 300 000 personnes selon elle-même et 110 000 selon le ministère de l'Intérieur.

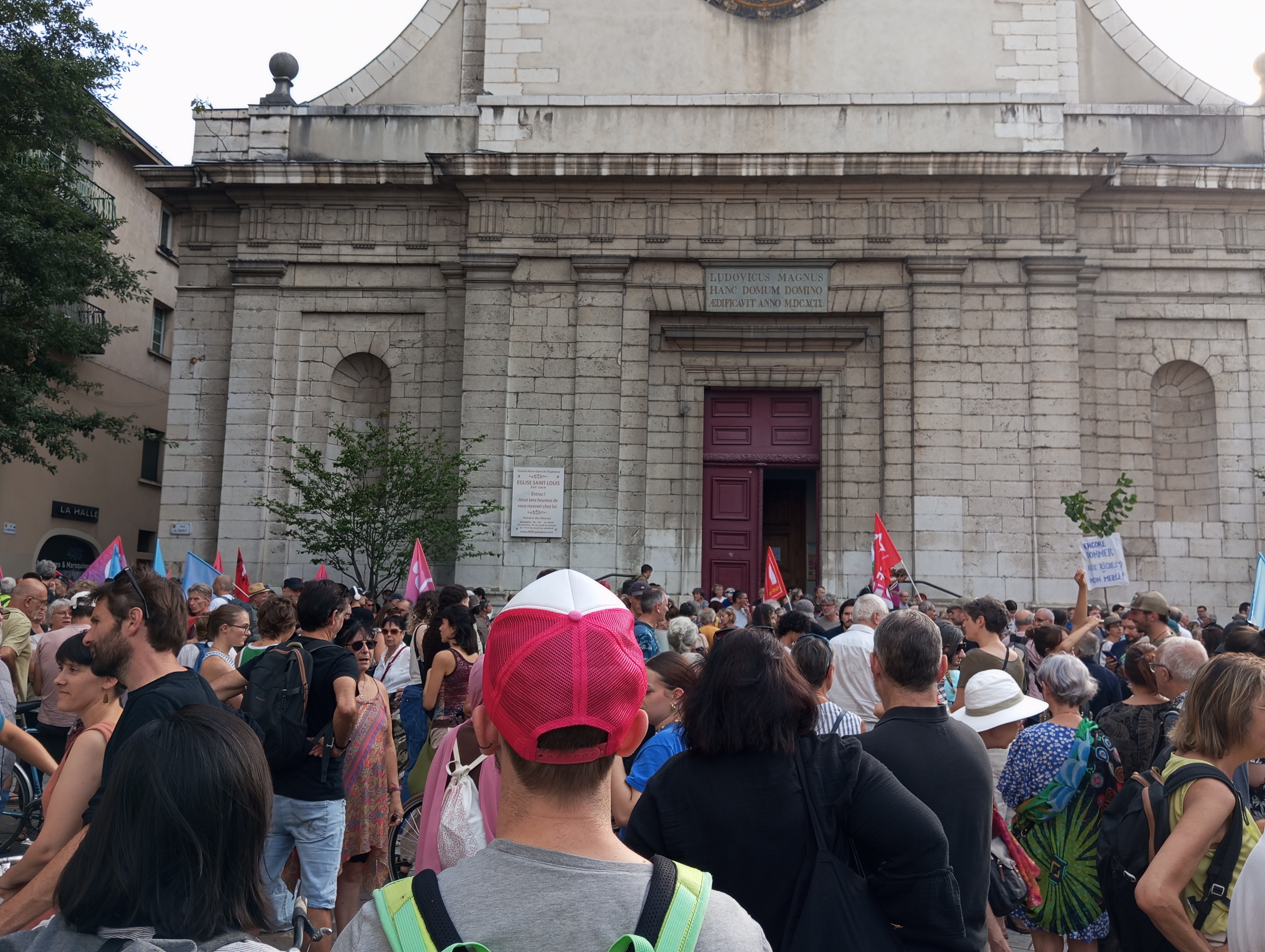
Départ de la manifestation du 7 septembre 2024 à Grenoble, Place Félix Poulat en face de l'église Saint-Louis.

Durant la semaine du 16 septembre, Michel Barnier propose un gouvernement qu'Emmanuel Macron aurait rejeté en raison d'une surreprésentation des Républicains. Le 21 septembre, jour de manifestations dans soixante villes, deux semaines après sa nomination, il présente son gouvernement, formé « pour tenter de clore une longue crise politique » mais « déjà sous le feu des oppositions ». Didier Migaud, ex-PS, est à la Justice bien qu'il ait quitté la politique depuis 2010.
Le 1er octobre, jour de son discours de politique générale, 250 manifestations ont lieu à travers la France, réunissant entre 95 000 personnes selon le ministère de l'Intérieur et 170 000 selon le syndicat CGT. Les manifestants rejettent la nomination de Michel Barnier et exigent l'abrogation de l'impopulaire réforme des retraites de l'année précédente — dont l'adoption sans vote à l'Assemblée nationale, malgré des manifestations records, avait déjà été vécue comme un déni de démocratie —.
Dans son discours de politique générale de la soirée, Michel Barnier annonce une revalorisation de 2 % du SMIC et qu'il ne présentera pas au Congrès le projet de loi constitutionnelle de dégel du corps électoral néo-calédonien, à l’origine des émeutes qui ont enflammé la Nouvelle-Calédonie à partir de mai 2024. Sur les retraites aussi, il déclare qu'il faudrait reprendre le dialogue et se dit ouvert à des « aménagements raisonnables et justes », en concertation avec les partenaires sociaux.
Le 13 novembre, le parquet requiert plusieurs peines contre Marine Le Pen, donc une inéligibilité de cinq ans, dans l'affaire des assistants parlementaires du RN, accusés de s'en servir pour son parti, comme ce fut le cas pour les assistants parlementaires du parti de François Bayrou et de Jean-Luc Mélenchon. Cette décision, susceptible de mettre court à sa candidature présidentielle en 2027 si le tribunal suit les réquisitions, déclenche les protestations de son parti mais aussi de François Bayrou et Gérald Darmanin. Le RN ne cache plus alors sa préférence pour des élections présidentielles anticipées pouvant intervenir avant une éventuelle condamnation à l'inéligibilité le 31 mars. Le président de la République ne peut plus se représenter après deux mandats, même non terminés, selon Jean-Philippe Derosier, professeur de droit public. Le centriste Charles de Courson et le maire LR de Meaux Jean-François Coppé plaident aussi la démission d'Emmanuel Macron, comme général de Gaulle le 28 avril 1969 au lendemain du référendum perdu sur la régionalisation suivi de la présidentielle du 1er juin.

### Motion de censure et chute du gouvernement Barnier
Un mois après son arrivée, Michel Barnier survit à sa première motion de censure présentée par la gauche début octobre, pour dénoncer un « hold-up électoral », sans le soutien du RN. Le 25 octobre, l'agence Moody's lance un avertissement, en mettant la dette de la France sous perspective négative, exprimant ses doutes sur la capacité du gouvernement de Michel Barnier à ramener le déficit budgétaire de 6,1 % du PIB en 2024 à 5 % en 2025. Avec la découverte d'un déficit public beaucoup plus important que prévu laissé par les précédents gouvernements (dont l'ancien ministre de l'Économie Bruno Le Maire), le gouvernement Barnier établit son projet de budget pour 2025 en coupant drastiquement dans les dépenses publiques, ce qui provoque le mécontentement de nombreux services publics et secteurs économiques ainsi que des élus locaux, qui ne s'estiment pas responsables. Et les observateurs constatent dès le 28 octobre que le RN « agite de plus en plus la menace » d'une motion de censure,.
Plusieurs semaines de désaccord entre le gouvernement et l'Assemblée nationale sur le budget 2025 donnent cependant lieu à des compromis avec le RN, mais pas aussi avec les groupes du bloc central et celui de LR. Plusieurs projets du gouvernement sont ainsi amendés à la demande de Marine Le Pen, qui a listé ses revendications sur le budget de la Sécurité sociale. Michel Barnier, a ainsi annoncé dans un entretien au Figaro le 28 novembre avoir « décidé de ne pas augmenter les taxes sur l'électricité », au-delà de leur niveau d'avant le bouclier tarifaire et en proposant de réduire l'aide médicale d'Etat (AME) pour les sans papiers, cédant sur l'une des principales revendications du RN. Cependant, son parti demande toujours l'indexation au 1er janvier des pensions sur l'inflation de tous les retraités et la fin du déremboursement des médicaments.
Ne parvenant pas à obtenir l'assentiment ou la neutralité de suffisamment de députés, Michel Barnier tente le passage en force en utilisant l'article 49 alinéa 3 de la Constitution, qui lui permet d'imposer l'adoption d'une loi sans vote des députés, sauf si ceux-ci censurent le gouvernement. En réaction, le 4 décembre 2024, 331 députés, pour l'essentiel du NFP et de l'alliance RN-UDR, votent la censure du gouvernement déposée par le NFP. À peine trois mois après sa prise de fonction, le gouvernement Barnier tombe. C'est la première fois depuis 1962 qu'un gouvernement de la Cinquième République est ainsi censuré.
Neuf jours après la chute du gouvernement Barnier, l’agence de notations financières, après ses principales concurrentes Standard & Poor's (S&P) et Fitch Ratings, Moody's a décidé le 13 novembre de revoir la note de la dette publique de la France, qui est désormais notée Aa3. Cette décision « reflète notre opinion selon laquelle les finances publiques du pays seront considérablement affaiblies au cours des prochaines années », a écrit l'agence pour expliquer sa décision.
Mi-décembre, dans un communiqué commun, patronat et syndicats ont appelé à un retour de la stabilité en craignant « une crise économique aux conséquences sociales dramatiques ». « La crise politique fait chuter le climat des affaires » trois mois de suite, tombant, en décembre 2024, au plus bas depuis l'hiver 2021, à l'instar des perspectives d'emplois, après avoir baissé dans tous les secteurs.

### Proposition d'un accord de non-censure
Pour éviter que le gouvernement ne chute à nouveau dans les mois suivants, les présidents de quatre groupes parlementaires, trois de gauche (PS, PCF, Les écologistes) et le principal du bloc central, se déclarent publiquement favorables à un accord de non-censure.
Les trois partis de gauche soulignent d'emblée trois conditions à cet accord :
- le choix d'un Premier ministre de gauche, trouvant des majorités texte par texte au parlement et s'engageant à ne pas utiliser l'article 49, 3°, de la Constitution de la Cinquième République.
- le vote d'une loi qui suspend l'application de la réforme des retraites de 2023, pour convoquer une conférence de financement des retraites, puis une autre qui prononce son abrogation définitive. Cette proposition a été formulée sur France Info le 6 décembre par Olivier Faure[15],[77],[78], puis confirmée en sortant d'un rendez-vous à l'Élysée, accompagné par le président des députés socialistes Boris Vallaud et le président des sénateurs PS Patrick Kanner[77].

Peu après, la CGT se dit disponible pour cette « conférence de financement ».
Pour Les Écologistes, Marine Tondelier a ajouté que cette solution s'inscrivait « dans le cadre du front républicain », en s’adressant aux centristes et aux macronistes. Yannick Jadot réclame, quant à lui, un gouvernement dirigé par la gauche, mais incluant « des ministres issus du bloc central », tandis que les communistes ont demandé un pacte républicain et social. Les chefs de file de ces deux partis au Sénat ont mis en garde contre une éventuelle évolution de la formulation de ce futur accord de non-censure, concernant les retraites. Guillaume Gontard, président du groupe écologiste au Sénat, a prévenu Public Sénat en répondant à ce média qu'y voir une mise de côté de l’abrogation de la réforme des retraites serait une grosse erreur.
Côté communistes, Cécile Cukierman, présidente du groupe au Sénat, a rappelé qu'Olivier Faure s’était encore exprimé pour l'abrogation de cette réforme des retraites de 2023 fin novembre. Adoptée sans vote de l'Assemblée via le 49.3, cette réforme avait été contestée de janvier à juin 2023 par douze journées de grèves et manifestations réunissant de 1,28 à 3,5 millions de personnes.
Quelques jours plus tard, Laurent Wauquiez (LR) et l'Élysée reprennent à leur tour publiquement l'idée, le premier déclarant qu'il ne votera pas la censure même si le Premier ministre est de gauche, à condition qu'il n'applique pas le programme du NFP.
En somme, il s’agirait alors d’un « accord de co-responsabilité démocratique », a détaillé le président du MoDem François Bayrou, cité parmi les « Premier-ministrables » tandis que Macron espère avoir trouvé une forme de consensus vers un accord de non-censure écrit L'Express.
L'Élysée fait, de son côté, savoir qu'il ne souhaite plus que le RN arbitre les choix du Premier ministre comme ce fut le cas sous Michel Barnier. Un retour au Front républicain de l'été est proposé le 13 décembre par un texte trans-partisan de 31 députés, dont huit Modem notamment l'ancien ministre Stéphane Travert, huit socialistes, Aurélien Pradié (ex-LR) et 14 des 23 élus de LIOT.

### Risques de crise financière
La crise financière « est devant nous, il faut la prévenir », avertit Michel Barnier dès le 4 octobre pour justifier 60 milliards d'économies, dont 40 milliards de réductions de dépenses et 20 milliards d'impôts en plus, qui semblent, un mois et demi plus tard, exposés à une motion de censure et au risque d'« une crise politique et d'une crise financière probable », avertit Maud Bregeon, porte-parole du gouvernement. « En l'état, le budget de M. Barnier va précipiter la crise financière générée par sept ans de macronisme, dont les défaillances d’entreprises, la hausse du chômage et les tensions sur les marchés financiers ne sont que les prémices », lui répond Marine Le Pen. Cependant, le 3 décembre, à la veille de la motion de censure, Emmanuel Macron modère en demandant de ne « pas faire peur aux gens » en évoquant des risques de crise financière. Le Wall Street Journal vient alors de demander ironiquement, dans un titre accrocheur, si « la France est devenue Grèce-sur-Seine », en référence à la crise grecque de 2008, déclenchée par la crise des subprimes, et qui toucha l'Europe pendant près de 10 ans. Les deux situations sont sans commune mesure, estime un panel d'experts consultés par La Croix, ceux-ci excluant « à ce stade, tout risque de dérapage sur les marchés ». Selon le quotidien financier américain, « les marchés s'agacent d’une crise budgétaire, mais la lenteur de la croissance économique est le problème sous-jacent ». Ils estiment par ailleurs que « le fiasco budgétaire est un symptôme de la crise politique de la France, qui est une conséquence de son malaise économique ». « L'économie française est plus solide et la possibilité d'une sortie de l'euro n'est absolument pas envisagée – au contraire de la Grèce en 2010 et 2012 », observe de son côté Liz Alderman, correspondante à Paris du New-York Times.
Début décembre, Philippe Waechter, chef économiste chez Ostrum AM, rappelle qu'il y a plusieurs différences majeures entre la France de 2024 et la Grèce de 2008, tandis qu'Alexandre Baradez, responsable de l’analyse des marchés chez IG France, observe que le taux d'intérêt de l’obligation sur dix ans du gouvernement français est restée calme sur les marchés le 5 décembre, malgré la censure du gouvernement Barnier la veille au soir, restant « calée autour de 2,90 %" et que l'écart avec l'équivalent allemand est resté stable lui aussi, autour de 0,8 % alors qu'en novembre 2011, lors de la crise financière de la zone euro, il avait atteint 1,9 %. Cette résistance s'explique car les possibilités d’investissements dans d'autres obligations que celles des grands pays « sont quasi inexistantes en Europe », rappelle l’économiste Patrick Artus.
L'économie française a progressé de 1,1 % en 2024 mais au quatrième trimestre, après la fin des JO et « en pleine crise politique », elle s'est contractée de 0,1 %, alors que « sans cette crise politique, on aurait pu s'attendre à une reprise puisque les taux d'intérêt de la BCE ont beaucoup baissé », a expliqué à l'AFP Maxime Darmet, économiste chez Allianz Trade, en relevant cependant une « certaine résilience » de l'investissement des entreprises. La baisse des taux permet cependant au CAC 40 de retrouver en février 2024 son niveau d'avant la dissolution de juin 2024, après avoir, selon Alexandre Baradez, responsable de l'analyse marchés chez IG France, « souffert pendant plusieurs mois de l'instabilité politique française », parfois même décrite comme un « chaos politique ».

### Le gouvernement Bayrou

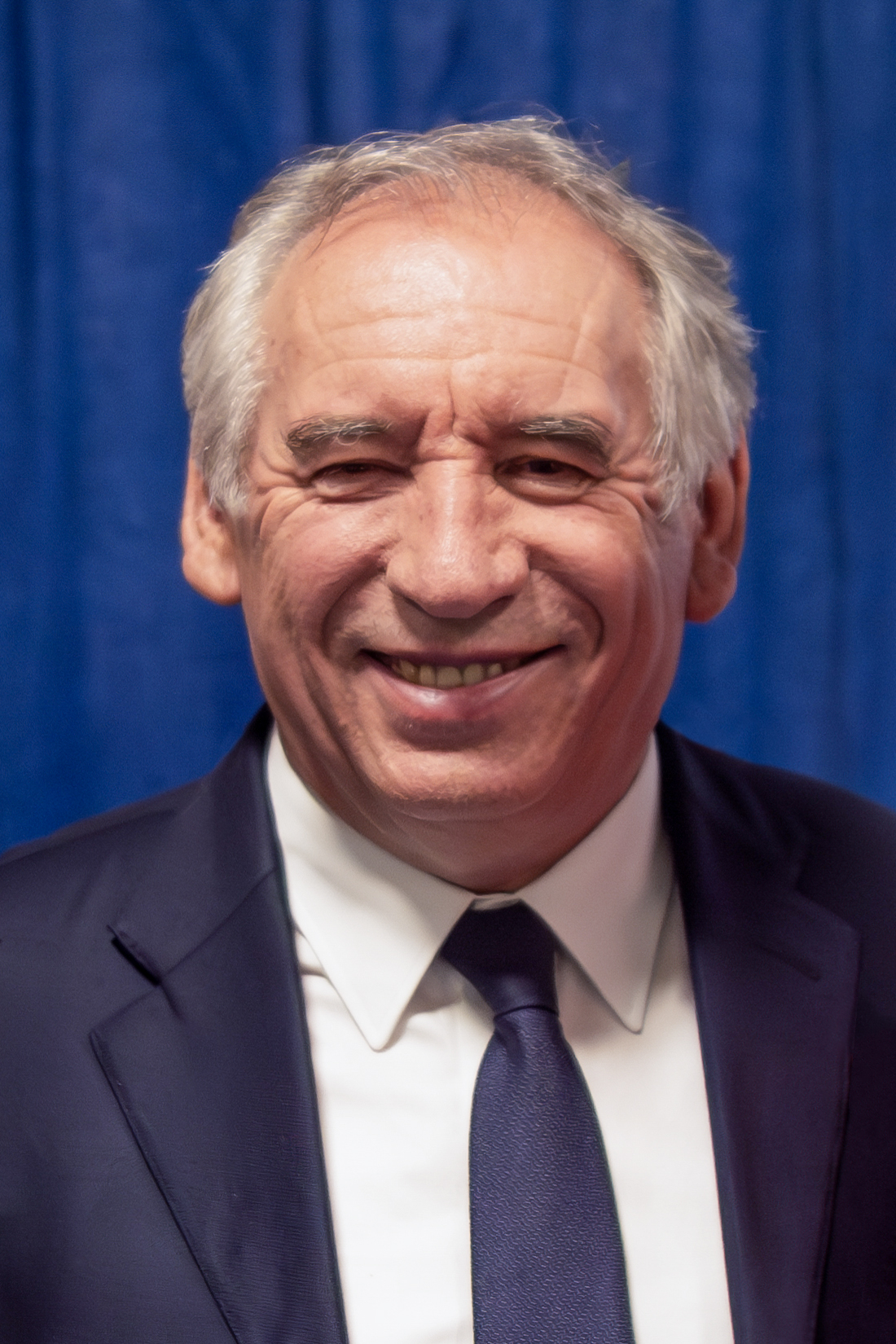
François Bayrou pendant l'entre-deux-tours des élections législatives.

#### Nomination de François Bayrou
Le 13 décembre, dix jours après le vote de la motion de censure, François Bayrou est nommé à Matignon « pour tenter de dénouer la crise politique » après avoir été reçu par Emmanuel Macron pendant près de deux heures.
Candidat aux élections présidentielles de 2002, de 2007 et de 2012, il effectue une percée en 2007 en arrivant troisième avec 18,6 % des voix. Il exprime son souhait de « trouver le chemin » qui mène à la « réconciliation » du pays et rappelle la mémoire du roi Henri IV, référence à l'Édit de Nantes. Le matin, une quinzaine d'élus du Groupe Liot, aux côtés de huit élus du Modem et huit socialistes, ont appelé à un gouvernement de « front républicain ».

#### Recherche d'un accord de non-censure
La recherche d'un accord de non-censure, lancée par le Parti socialiste et d'autres formations politiques en novembre, reprend en début d'année 2025. À la mi-janvier, le Premier ministre François Bayrou et les socialistes sont « proches d'un accord de non-censure » sur le budget et les retraites, selon une synthèse de l'Agence France-Presse (AFP) . Cet accord de non censure concerne, selon la même source, la déclaration de politique générale du gouvernement mais aussi « le budget de l’État » et « celui de la Sécurité sociale ». Cependant, « un accord de non-censure ne signifie pas un soutien inconditionnel » car « chaque texte devra faire l’objet de nouvelles discussions », a estimé le politologue Dorian Dreuil, expert associé à la Fondation Jean-Jaurès. À quatre jours du discours de politique générale de François Bayrou, la gauche réclame « toujours le gel de la réforme des retraites », en particulier par la voix de Boris Vallaud, chef de file des députés socialistes à l'Assemblée nationale. Le scénario d'une suspension de la réforme des retraites est ainsi plus largement évoqué début janvier, selon Public Sénat, puis abandonné dans ce discours de politique générale.
Dans la liste des demandes transmises au gouvernement Bayrou sur le budget 2025, les socialistes réclament une hausse du point d’indice des fonctionnaires. Selon l'AFP, une ultime « proposition » de compromis a été faite par le Parti socialiste à François Bayrou, via son premier secrétaire Olivier Faure, au téléphone dans la nuit, pour éviter la censure.
Le vote de la mention de censure déposée par les députés insoumis a lieu le 16 janvier 2025. Elle échoue, ne récoltant que 131 voix sur les 288 nécessaires. La motion a été votée par la totalité des députés insoumis, communistes et écologistes (sauf trois) et par huit députés socialistes,, rejetée par la majorité des députés socialistes et la totalité des députés de droite et d'extrême-droite.
La stratégie du PS l'isole du reste du NFP, car le Parti socialiste tente de faire un compromis entre les propositions contenues dans le programme électoral du NFP et l'agenda gouvernemental. Ce dernier concède à la gauche l’abandon du déremboursement de certains médicaments, une hausse des dépenses de santé et une simple remise en chantier de la réforme des retraites, sans garantie cependant d’aboutir à une abrogation de la réforme de 2023. Toutefois, le reste du NFP souhaite plus de concessions du gouvernement à la gauche, ce qui pousse une grande partie des élus du NFP à continuer le blocage, et à s'éloigner du Parti socialiste.

#### Actions du gouvernement Bayrou
Le premier ministre a formé, en décembre, un gouvernement où participent deux anciens premiers ministres. Dans son discours de politique générale du mois de janvier, François Bayrou annonce que certaines mesures de Michel Barnier, dans le domaine de la santé, sont annulées. Il n’est plus question de ne revaloriser que partiellement les retraites en fonction de l’inflation. Par ailleurs, il décide de revenir sur la réforme des retraites de 2023, au motif qu’elle avait été adoptée sans négociations préalables entre partenaires sociaux, et sans vote du parlement, puisque le gouvernement d'alors à eu recours au 49.3, et qu'il a été impossible de voter lors du réexamen en 2024 en raison de la durée d'un jour des niches parlementaires. Les syndicats de salariés et d’employeurs se réunissent le 17 janvier, soit le surlendemain du discours de politique générale de François Bayrou. Parmi eux, tous demandent de renoncer à la mesure d’âge sur les 64 ans lors de cette rencontre, la secrétaire générale de la CFDT veut le retour du compte pénibilité et le secrétaire général de Force ouvrière demande l'abrogation de la réforme de 2023.

## Analyses et éclairages d'universitaires

### Avis généraux
La crise politique entamée à « la dissolution » selon le quotidien Ouest-France fin août 2024 est qualifiée d'« inédite » par l'historien Jean Garrigues, qui estime cependant qu'elle ne justifierait pas un changement de République, la cinquième ayant seulement besoin de « s’adapter à un paysage politique totalement inédit », contrairement en 1958 « dans le contexte d’un soulèvement qui aurait pu déboucher en guerre civile, avec une menace de coup d’État militaire des parachutistes basés en Corse » . Carole Christen, professeure à l'université du Havre, rapproche, elle, la crise de 2024 de nombreuses dissolutions de l’Assemblée nationale, survenues « avant même l’avènement de la Deuxième République ». C'est une « crise très rare dans l’histoire politique », résume aussi Mathias Bernard, historien de la vie politique française, et d'autant plus inédite « qu’une sortie de crise semble difficile à trouver ».
Dans un premier temps, les « 60 jours de crise » de 2024 se déclinent en dix principaux moments clés, de la dissolution au choix de Michel Barnier selon une synthèse de l'AFP. Après six mois, de nouvelles étapes s'ajoutent comme la motion de censure précédée de la proposition d'un « accord de non-censure et de non-usage du 49.3 » et  suivie de « l'adresse aux Français » où Emmanuel Macron a amalgamé dans un même « front anti-républicain » l’extrême droite et l’extrême gauche. Les journaux américains rappellent alors aux lecteurs qui n'avaient pas suivi tous les épisodes, « le processus politique qui a abouti à la situation actuelle, depuis la dissolution ».
Pour Robert Boyer, directeur de recherche au CNRS, directeur d'études à l'EHESS et chercheur au Cepremap, la crise est « le résultat de la conjonction de cinq crises se renforçant l’une l’autre : économique, de l’Etat social, des finances publiques, du champ politique ». Il voit aussi mais plus « potentiellement », le risque d'une « crise constitutionnelle ».

### Fonctionnement du parlement et des partis
La « réponse au problème » n'est « pas dans le changement des règles » mais « dans une façon nouvelle de faire de la politique », selon Denys de Béchillon, professeur de droit public à l’université de Pau, qui cite la démarche d'Olivier Faure de proposer un pacte de non-censure. Mais selon Anne-Charlène Bezzina, constitutionnaliste à l’Université de Rouen, le fonctionnement du Parlement français « ne tolère pas en quelque sorte la doctrine de la majorité relative, c’est-à-dire le fait de devoir travailler sous compromis, et notamment à la recherche d’alliances d’occasion » tandis que Mathieu Carpentier, professeur de droit public à l’Université Toulouse-Capitole, pointe un « effet anesthésiant » des précédentes majorités absolues, ayant fait oublier qu'un gouvernement « aussi minoritaire, sans pacte de non-censure avec une force d’opposition, ne pouvait tenir ». Selon l'historien Mathias Bernard l'Assemblée est capable « de retrouver une culture du compromis entre les partis » malgré un obstacle, la place de la présidentielle, « trop centrale dans la vie politique ». Le constitutionnaliste Thomas Ehrhard estime lui aussi que la « culture politique française » n’est pas dénuée de compromis mais que ce dernier est rendu difficile par rapports de forces électoraux présents et à venir.

### Une interprétation floue du texte constitutionnel
Benjamin Morel, maître de conférences à l'université Paris II, craint un pays « entré dans une période d'instabilité politique » et Thomas Ehrhard, maître de conférences en science politique à Paris II Panthéon Assas, que le gouvernement qui suivra celui de Michel Barnier « ne sera pas plus stable ». Ce dernier affirmant que « le président de la République et les acteurs politiques se trompent dans la manière de choisir un premier ministre » et que « le président de la République ne fait que nommer le chef du gouvernement mais ne le choisit pas, selon l’article 8 de la Constitution », demande que le chef du parti arrivé en tête aux élections législatives, Jordan Bardella, soit appelé par le chef de l’État pour essayer de former un gouvernement, puis que l’impossibilité de bâtir une majorité soit constatée.
« Malgré le message adressé par le peuple », il « continue d’agir comme s'il était le décideur que le peuple soutient », dénonce aussi  Jean-Philippe Derosier, professeur de droit public à l'université de Lille, tandis que Mathias Bernard, historien de la vie politique, constate plus généralement que les présidents de la République se sont « affaiblis » car ils « se sont mis à s’occuper de tout ». Selon les constitutionnalistes Eleonora Bottini et Nicoletta Perl, Emmanuel Macron « est sorti de son rôle constitutionnel, non pas tant en ayant écarté Lucie Castets en tant que telle, mais en ne délégant pas la charge de trouver un compromis de gouvernement ». Il aurait dû, selon elles, plutôt « faciliter la création d’une coalition stable, tout en évitant d’œuvrer à sa création », par exemple en confiant à « une personnalité politique issue des élections législatives » le soin « de conduire les négociations ». Le  constitutionnaliste Dominique Rousseau avait lui aussi estimé dès la mi-juin que le président a le pouvoir de désigner, « en cas de majorité relative », une « personnalité chargée de construire une coalition majoritaire », et pas forcément un élu.
A l'étranger, Jean-Yves Pranchere, professeur à l’ULB, estime lui qu’Emmanuel Macron « n’a pour l’instant rien fait d’anticonstitutionnel » car la Constitution est « assez floue » sur le sujet mais pratique un jeu dangereux car, « il joue simultanément un rôle de président, de chef de parti et de Premier ministre » au lieu de laisser le Parlement décider, par des motions de censure, du gouvernement qu’il souhaite.

### Manière de choisir le premier ministre
Selon le constitutionnaliste Thomas Ehrhard, Emmanuel Macron, en plus de ne pas pas respecter l'article 8 de la Constitution se « trompe dans la manière de choisir un Premier ministre », en commençant par chercher un nom « avant de faire émerger une majorité sur la base d’un projet précis », en particulier dans le choix de Michel Barnier, effectué « à la surprise générale ».
Selon lui, les chefs de partis et commentateurs se trompent aussi en mettant en scène la « volonté collective d’une solution rapide » alors que la formation d'un compromis
prend plusieurs mois dans les autres pays européens, sans troubler la vie économique.

### Non-respect des usages démocratiques
Jean-Philippe Derosier, professeur de droit public à Lille, a estimé dès le 9 septembre 2024 que, même si Emmanuel Macron n'est « pas responsable des élucubrations et des atermoiements de la gauche », il aurait dû « chercher sérieusement un Premier ministre de centre gauche » plutôt que dans un parti divisé (Les Républicains) et « défait » lors des législatives, dont le résultat est selon lui « trois blocs inégaux », un « président clairement battu » et « une extrême-droite défaite par le front républicain ». C’est à ce front républicain, « refus d’une majorité des électeurs de voir arriver le RN au pouvoir », que « le gouvernement devrait correspondre » selon l'historien Mathias Bernard.
Le constitutionnaliste Thomas Ehrhard estime plutôt que, dans un premier temps, Emmanuel Macron aurait dû confier la formation du gouvernement à Marine Le Pen ou Jordan Bardella, tous deux du RN, même si le front républicain l'aurait censuré. « [L]e chef du parti arrivé en tête aux élections législatives doit être le premier appelé par le chef de l’État pour essayer de former un gouvernement », a expliqué cet expert dans Le Figaro. Selon lui, « c'est comme cela que se forment les coalitions gouvernementales en Allemagne, Italie, Espagne et Belgique », un usage qui « permet d’éviter tout procès en « déni de démocratie » ». Dans ces pays, les ministres démissionnaires, en tant que chefs d’administrations, « peuvent être amenés à signer des décrets pour faire face aux urgences » et il n'y a « aucune crainte pour payer les fonctionnaires, assurer la sécurité sociale » et « la démocratie et la recherche du consensus politique ne se font pas en un week-end sous les coups de pression ».

### Obsolescence de la Constitution
Plus encore que le non-respect de la Constitution, c'est son obsolescence qui est pointée par Pascal Delwit, politologue à l'Université libre de Bruxelles (ULB). Selon lui, dans un contexte « de polarisation croissante », les institutions de la Cinquième République française « sont dépassées » car elles étaient lors de leur adoption en 1958 « très adaptées à un contexte donné, à une personnalité donnée », celle du Général De Gaulle, d'autant qu'en 2004, « tout est déjà articulé à la future élection présidentielle ». Selon ce politologue, le contexte 2024 est difficile car marqué par un « affaiblissement considérable des partis » conjugué à une diversification « des clivages politiques » mais aussi « des comportements électoraux ».
Deux constitutionnalistes interrogés par L'Express estiment au contraire que « la solution est davantage politique que juridico-institutionnelle ». Parmi eux Guillaume Drago, professeur de droit public à l’université Panthéon-Assas Paris II, estime que la Ve République s'est montré « très plastique aux crises » comme la guerre d’Algérie, mai 1968, trois cohabitations, tout s'étant « toujours passé d’une manière démocratiquement acceptable ».
Pour Jean Garrigues, historien et président de la Commission internationale d’histoire des assemblées, la constitution de la Vème est toujours nécessaire mais doit s'adapter à un nouveau paysage politique.